# گیلین فلین
گیلیان فلین (انگلیسی: Gillian Flynn؛ زادهٔ ۲۴ فوریهٔ ۱۹۷۱) یک نویسنده و فیلم‌نامه‌نویس اهل ایالات متحده آمریکا است.
او تا کنون سه رمان در گونهٔ مهیج نوشته است به نام‌های دختر گم‌شده، چیزهای تیز و جاهای تاریک.
فلین برای نوشتنِ فیلم‌نامهٔ دختر گم‌شده چندین جایزه برده است و برای گرفتنِ گلدن گلوب نامزد شده‌است.

## کودکی و تحصیلات
فلین در کانزاس سیتی، میزوری به دنیا آمد و در محله کولمن هایلندز بزرگ شد. والدینش از استادان دانشگاه انجمن شهری بودند: مادرش، جودیت ان استاد درک مطلب و پدرش، ادوین متیو فلین استاد فیلم بود. او یک برادر بزرگتر به نام تراویس دارد که ماشین چی راه‌آهن است. دایی او، رابرت شیبر، قاضی است. فلین کودکی "به‌شدت خجالتی" بوده و از خواندن و نوشتن گریزان بوده‌است.
فلین در سال ۱۹۸۹ از دبیرستان بیشاپ میچ فارغ‌التحصیل شد. در نوجوانی شغل‌های عجیبی را امتحان کرد.
او به دانشگاه کانزاس رفت و در رشته انگلیسی و روزنامه‌نگاری لیسانس گرفت. قبل از نقل مکان به شیکاگو، ایلینوی و رفتن به دانشگاه نورثوسترن، دو سال در کالیفرنیا در یک مجله تخصصی تجارت و در بخش نیروی انسانی مطلب می‌نوشت. نهایتاً در سال ۱۹۹۷ فوق لیسانس خود را گرفت. فلین در ابتدا می‌خواست گزارشگر پلیس شود ولی متوجه شد در این زمینه "هیچ استعدادی" ندارد و بنابراین روی نوشته‌های خود تمرکز کرد.

## آثار گیلین فلین
sharp objects چیزهای تیز  (1385-2006)
dark places جاهای تاریک(1388-2009)
gone girl دختر گم شده(1391-2012)
The Grownup بزرگ شدن(1394-2015)

## زندگی شخصی
فلین در سال ۲۰۰۷ با یک وکیل به نام برت نولان ازدواج کرد. پسر این زوج به نام فلین در سال ۲۰۱۰ و دخترشان، ورونیکا، در ۶اوت ۲۰۱۴ متولد شد. جیلین و برت نورتوسترن باهم آشنا شدند اما باهم قرار نگذاشتند. تا اینکه فلین در اواسط ۳۰سالگیش، از نیویورک سیتی به شیکاگو بازگشت. تقریباً از سال ۲۰۱۳، این زوج در شیکاگو زندگی می‌کنند.

## جوایز و نامزدی ها
| سال  | جایزه                                       | رده                      | اثر          | نتیجه    |
| ---- | ------------------------------------------- | ------------------------ | ------------ | -------- |
| ۲۰۱۴ | انجمن روزنامه نگاران زن فیلم                | بهترین فیلم نامه اقتباسی | دختر گمشده   | برنده    |
| ۲۰۱۴ | انجمن روزنامه نگاران زن فیلم                | بهترین زن فیلم نامه نویس | دختر گمشده   | برنده    |
| ۲۰۱۴ | انجمن منتقدان فیلم استین                    | بهترین فیلم نامه اقتباسی | دختر گمشده   | برنده    |
| ۲۰۱۴ | انجمن منتقدان فیلم شیکاگو                   | بهترین فیلم نامه اقتباسی | دختر گمشده   | برنده    |
| ۲۰۱۴ | جایزه انجمن منتقدان پخش‌کننده فیلم           | بهترین فیلم نامه اقتباسی | دختر گمشده   | برنده    |
| ۲۰۱۴ | حلقه منتقدان فیلم فلوریدا                   | بهترین فیلم نامه اقتباسی | دختر گمشده   | برنده    |
| ۲۰۱۴ | جوایز فیلم هالیوود                          | جایزه فیلم نامه نویس     | دختر گمشده   | برنده    |
| ۲۰۱۴ | جوایز انجمن منتقدان فیلم آنلاین             | بهترین فیلم نامه اقتباسی | دختر گمشده   | برنده    |
| ۲۰۱۴ | انجمن منتقدان فیلم سن دیگو                  | بهترین فیلم نامه اقتباسی | دختر گمشده   | برنده    |
| ۲۰۱۴ | جوایز انجمن منتقدان فیلم سینت لوییس         | بهترین فیلم نامه اقتباسی | دختر گمشده   | برنده    |
| ۲۰۱۴ | جوایز انجمن منتقدان فیلم حوزه واشنگتن دی سی | بهترین فیلم نامه اقتباسی | دختر گمشده   | برنده    |
| ۲۰۱۴ | انجمن منتقدان فیلم دنور                     | بهترین فیلم نامه اقتباسی | دختر گمشده   | نامزدشده |
| ۲۰۱۴ | جوایز نظرسنجی بین‌المللی منتقدان فیلم آنلاین | بهترین فیلم نامه اقتباسی | دختر گمشده   | نامزدشده |
| ۲۰۱۴ | جوایز انجمن منتقدان فیلم سن فرانسیسکو       | بهترین فیلم نامه اقتباسی | دختر گمشده   | نامزدشده |
| ۲۰۱۴ | جایزه گلدن گلوب                             | بهترین فیلم نامه         | دختر گمشده   | نامزدشده |
| ۲۰۱۴ | جایزه فیلم نامه نویس یو اس سی               | بهترین فیلم نامه اقتباسی | دختر گمشده   | نامزدشده |
| ۲۰۱۴ | جوایز فیلم بفتا                             | بهترین فیلم نامه اقتباسی | دختر گمشده   | نامزدشده |
| ۲۰۱۴ | جایزه انجمن نویسندگان امریکا                | بهترین فیلم نامه اقتباسی | دختر گمشده   | نامزدشده |
| ۲۰۱۴ | جایزه ستلایت                                | بهترین فیلم نامه اقتباسی | دختر گمشده   | نامزدشده |
| ۲۰۱۵ | جایزه ادگار                                 | بهترین داستان کوتاه      | "چه می کنی؟" | برنده    |